# Badminton-Bundesliga 2002/03
Die Badminton-Bundesligasaison 2002/2003 bestand aus einer Vorrunde im Modus "Jeder-gegen-jeden" mit Hin- und Rückspiel. In der darauffolgenden Play-off-Runde traten der 1. und der 4. sowie der 2. und der 3. in einem Hin- und Rückspiel gegeneinander an. Die Sieger der beiden Partien ermittelten den Deutschen Meister, ebenfalls in einem Hin- und Rückspiel. Meister wurde der SC Bayer 05 Uerdingen. Absteigen mussten aufgrund finanzieller Probleme sowohl Meister SC Bayer 05 Uerdingen als auch Vizemeister BC Eintracht Südring Berlin, so dass die Play-down-Runde zur Ermittlung eines Absteigers nicht stattfand.

## Tabelle nach der Vorrunde
| Platz | Mannschaft                   | Spiele | Punkte | Spielverh. | Sätze   | Spielpunkte |
| ----- | ---------------------------- | ------ | ------ | ---------- | ------- | ----------- |
| 1     | BC Eintracht Südring Berlin  | 14     | 25:3   | 89:23      | 188:66  | 3090:2001   |
| 2     | SC Bayer 05 Uerdingen        | 14     | 25:3   | 86:26      | 181:65  | 2944:1975   |
| 3     | VfB Friedrichshafen          | 14     | 19:9   | 70:42      | 149:95  | 2636:2189   |
| 4     | FC Langenfeld                | 14     | 17:11  | 64:48      | 143:113 | 2748:2496   |
| 5     | 1. BC Beuel                  | 14     | 11:17  | 45:67      | 106:144 | 2315:2703   |
| 6     | SC Union 08 Lüdinghausen (N) | 14     | 9:19   | 41:71      | 99:153  | 2396:2807   |
| 7     | PSV Ludwigshafen (N)         | 14     | 4:24   | 30:82      | 70:173  | 1986:2859   |
| 8     | TuS Wiebelskirchen           | 14     | 2:26   | 23:89      | 61:188  | 1945:3030   |

## Play-off-Runde

### Finale
| Datum     | Gastgeber            | Gast                 | Ergebnis |
| --------- | -------------------- | -------------------- | -------- |
| 19.4.2003 | SC Bayer Uerdingen   | BC Eintracht Südring | 8:0      |
| 20.4.2003 | BC Eintracht Südring | SC Bayer Uerdingen   | 3:5      |

### Halbfinale
| Datum     | Gastgeber            | Gast                 | Ergebnis |
| --------- | -------------------- | -------------------- | -------- |
| 27.3.2003 | VfB Friedrichshafen  | SC Bayer Uerdingen   | 4:4      |
| 29.3.2003 | SC Bayer Uerdingen   | VfB Friedrichshafen  | 5:2      |
| 28.3.2003 | BC Eintracht Südring | FC Langenfeld        | 7:1      |
| 29.3.2003 | FC Langenfeld        | BC Eintracht Südring | 0:4      |

## Endstand
- 1. SC Bayer 05 Uerdingen
(Simon Archer, Rune Massing, Chris Bruil, Colin Haughton, Kenneth Jonassen, Stephan Kuhl, Kristof Hopp, André Bertko, Jürgen Arnold, Judith Meulendijks, Nicole Grether, Rikke Olsen, Silke Gabriel, Christine Skropke)
- 2. BC Eintracht Südring Berlin
(Vladislav Druzchenko, Rikard Magnusson, Jyri Aalto, Peter Axelsson, Jens Eriksen, Henrik Andersson, Bram Fernardin, Torsten Ost, Karina de Wit, Lotte Jonathans, Anja Weber, Catrine Bengtsson)
- 3. VfB Friedrichshafen
(Niels Christian Kaldau, Lars Paaske, Björn Siegemund, Ingo Kindervater, Dennis Lens, Michael Fuchs, Peter Weinert, Falko Schmidt, Xu Huaiwen, Nicol Pitro, Claudia Vogelgsang, Bettina Mayer)
- 3. FC Langenfeld
(Björn Joppien, Przemysław Wacha, Mike Joppien, Wouter Claes, Andreas Wölk, Matthias Bilo, Johannes Bilo, Manuel Andratschke, Stefanie Müller, Kathrin Piotrowski, Aileen Rößler, Isabelle Althof)